# 膠彩畫
膠彩畫，又稱作重彩畫、岩彩畫、日本畫、東洋畫，是一種以膠為素材媒介，混合天然礦物的粉末，與水調和後，用畫筆在紙、絹、麻或木板上的一種作畫型式，更可以結合不同的素材，表現出許多的可能性。膠彩畫是台灣在戰後發明的詞彙，在日本或其他國家稱為（Nihonga），在台灣日治時代稱為（Tōyōga）。

## 歷史
在台灣，膠彩畫的歷史被認為可以上溯到中國的工筆重彩技法，這種繪畫方式傳到日本，演變成為「大和繪」，後又發展成為「圓山四條派」。明治維新之後所產生的日本畫，可說是在這個基礎中發展起來的畫種。持論者認為基於這個淵源，膠彩畫可以被視作中國畫北宗的一個分支。但是，這種連結係起因於戰後台灣特殊的政治環境，有可商榷之處，因為日本畫有其獨自的樣式和繪畫技巧，並且也加入了西洋的寫實技法。
臺灣的膠彩畫是在日本統治時期，由日本傳入這種繪畫方式，因此在當時的美術展覽，如:「臺展」與「府展」，被歸類為「東洋畫部」。這些台灣東洋畫在日本稱為「灣製畫」，日後被稱為「台灣畫派」。戰後，開始舉辦全省美展，設立西畫組與國畫組，膠彩畫被歸類至國畫組當中。然而國民黨政府遷台後，從中國來台的國畫家認為膠彩畫（當時仍稱作東洋畫）實為日本畫，不應該劃為國畫部，遂引起「正統國畫論爭」。為了平息爭議，全省美展國畫部分作「第一部」與「第二部」，即傳統水墨和膠彩，分開評審，有關正統國畫的爭執暫時得以消弭。然而1972年日本與臺灣斷交，衝擊到膠彩畫的生存。1972年的全省美展，國畫第二部無預警取消，以膠彩創作的評審委員也全數解聘，僅林之助留聘。有感於「東洋畫」名稱帶日本風，難容於當時之官方意識形態，民國六十六年（1977年），林之助教授提出「膠彩」一詞取代之前的說法，擬用材質定名，避免無謂的爭議。1979年，省展恢復國畫第二部的設置，1982年省展，國畫第二部改名為「膠彩畫部」，膠彩畫一詞始告確定。1985年東海大學美術系首開膠彩畫課程。

## 材料
膠彩畫使用的膠質可由動物、植物提煉出來，中國古代唐朝張彥遠所著的《歷代名畫記》中，記載了膠彩畫使用鹿膠、鰾膠、牛膠作為媒材。這些煉膠的方法在中國漸漸失傳，在日本使用軟質、硬質鹿膠、鰾膠、牛膠、兔膠、粒膠、三千本膠等膠材，這些膠的煉製方式，是依古代由中國傳入的方式煉製。
膠彩的顏料來源為天然礦石研磨而成的粉末，在《歷代名畫記》中，就提及顏料依粗細、顏色濃淡、質感等層級的分類。